# Lee Byung-chull
Lee Byung-chull (* 12. Februar 1910 in Uiryeong, Gyeongsangnam-do; † 19. November 1987 in Seoul) war ein südkoreanischer Unternehmer und Gründer vieler Organisationen und Unternehmen. Das von ihm gegründete Jaebeol, die Samsung-Gruppe, wurde zur wichtigsten Unternehmensgruppe Südkoreas. Zur Samsung-Gruppe gehören einige weltweit bedeutende Unternehmen, wie beispielsweise das Elektronik-Unternehmen Samsung Electronics und das Schiffbau-Unternehmen Samsung Heavy Industries. Lee Byung-chull wurde oft als reichster Mann Koreas bezeichnet.

## Leben
Lee Byung-chul wurde als Sohn einer wohlhabenden Landbesitzer-Familie 1910 geboren; Korea war damals eine Provinz von Japan. 1934 begann er an der Waseda-Universität in Tokio Politikwissenschaft zu studieren, doch brach er das Studium ohne Abschluss ab und ging zurück nach Korea. Ab 1936 begann seine Karriere als Unternehmer.
Er heiratete Park Du-eul (8. November 1907 bis 3. Januar 2000). Lee hatte drei Söhne und fünf Töchter. Das älteste Kind war seine erste Tochter Lee In-hee (30. Januar 1929 bis 30. Januar 2019). Dann folgte der älteste Sohn Lee Maeng-hee (20. Juni 1931 bis 14. August 2015), dann der zweitälteste Sohn Lee Chang-hee (24. Mai 1933 bis 19. Juli 1991), dann die zweitälteste Tochter Lee Suk-hee (1935 ~ ), die drittälteste Tochter Lee Soon-hee (1939 ~ ), die viertälteste Tochter Lee Deok-hee (1940 ~ ), der drittälteste Sohn Lee Kun-hee (9. Januar 1942 bis 25. Oktober 2020) und die fünftälteste Tochter Lee Myung-hee (1943 ~ ).
Sein drittältester Sohn Lee Kun-hee folgte ihm als CEO des Familienunternehmens.

## Schaffen
Seine Erbschaft verwendete Lee Byung-chull dazu, 1936 eine Reismühle zu eröffnen, jedoch war er mit dieser Investition nicht sehr erfolgreich. Das kleine Import-Export-Unternehmen Samsung Sanghoe wurde von ihm 1938 in Daegu gegründet. Er verkaufte dort Lebensmittel und begann, mit Produkten aus der Region zu handeln. Das Geschäft war erfolgreich, weshalb er es 1947 nach Seoul verlegte. Die Samsung Corporation entstand 1948 (heute Samsung C&T Corporation). Als der Koreakrieg (1950–1953) ausbrach, verließ er Korea und ging nach Japan. Nach dem Krieg gründete Lee 1953 in Busan eine Zuckerraffinerie namens Cheil Jedang (1993 Trennung von der Samsung-Gruppe, heute CJ Group) und 1954 Cheil Industries (die Woll - und Chemiefaserproduktion ist heute Teil von Samsung SDI). Er stieg auch in die Mehl-Produktion ein und ab 1961 exportierte er Kammgarn (Goldentex) ins Ausland. Diese nach dem Krieg begonnenen Unternehmungen waren sehr erfolgreich. 1958 erwarb er das Versicherungsunternehmen Anguk Fire (heute Samsung Fire).
Nach dem Militärputsch in Südkorea am 16. Mai 1961 gründete Lee Byung-chull 1961 die Korea Businessmen's Association, ab 1968 Federation of Korean Industries, und war deren erster Vorsitzender. Er erwarb 1963 Dongwha Department Store (heute Teil der Shinsegae-Gruppe) und Dongbang Life Insurance (heute Samsung Life Insurance). Lee begann nun, Unternehmen in der Elektronikindustrie, im Schiffbau (Samsung Heavy Industries), in der Petrochemie und in der Luftfahrt zu gründen.
1965 rief er in Seoul die Tageszeitung JoongAng Ilbo ins Leben.
Im September 1966 verließ Lee Byung-chull wegen eines Schmuggelskandals seinen Posten als Vorsitzender, doch übernahm er im Februar 1968 wieder diese Aufgabe.
Im November 1955 begann er, den Künstlernamen Ho-Am (Hangeul 호암, Hanja 湖巖) zu benutzen, der so viel bedeutet wie „einen Raum mit klarem Wasser füllen“. Drei Jahre nach seinem Tod entschied die Samsung Welfare Foundation, einen Preis zu seinem Gedenken zu schaffen, der 1991 erstmals vergeben wurde und Ho-Am-Preis getauft wurde.